# DDR SDRAM

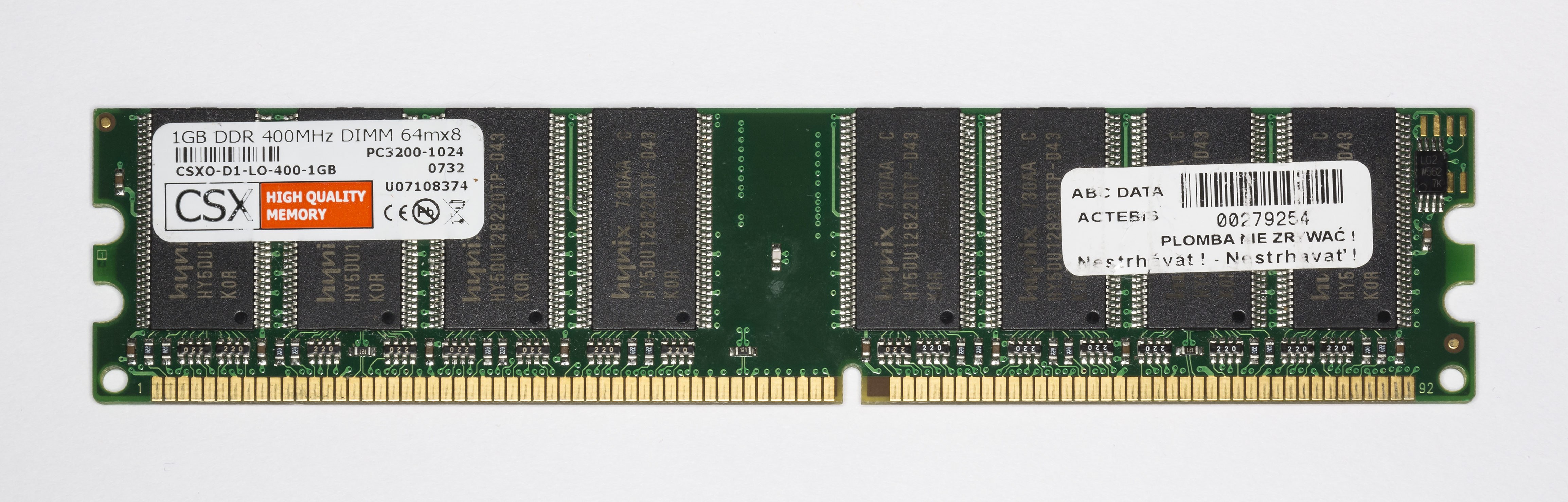
Moduł pamięci DDR SDRAM

Porównanie modułów pamięci w komputerach stacjonarnych (DIMM)

Porównanie modułów pamięci w komputerach przenośnych (SO-DIMM)

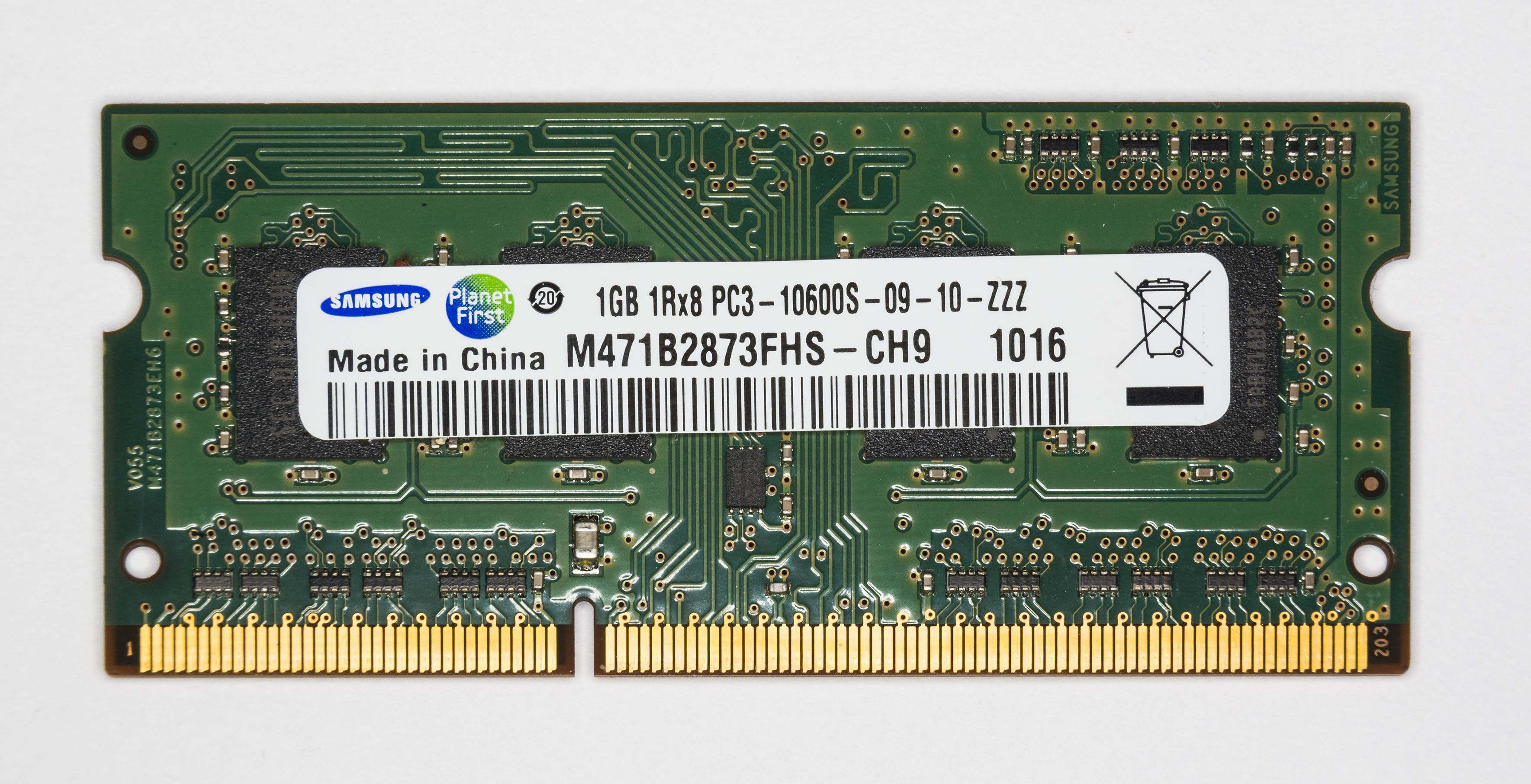
Moduł pamięci do komputerów przenośnych (SO-DIMM)

DDR SDRAM (ang. double data rate synchronous dynamic random-access memory) – rodzaj pamięci typu RAM stosowany w komputerach jako pamięć operacyjna oraz jako pamięć kart graficznych i podobnych.

## Budowa
Pamięci te budowane są w obudowach TSOP lub BGA i mogą wytrzymać temperaturę do 70 °C. Moduły przeznaczone dla płyt głównych zawierające kości DDR SDRAM posiadają 184 styki kontaktowe i jeden przedział (w odróżnieniu od SDR SDRAM, który ma ich 168 oraz dwa przedziały). Pamięci DDR występują w modułach o różnych pojemnościach.

## Działanie
Produkcję pamięci DDR SDRAM rozpoczęto w 1999 roku. Jest ona modyfikacją dotychczas stosowanej pamięci SDRAM (ang. synchronous dynamic RAM). W pamięci typu DDR SDRAM dane przesyłane są w czasie trwania zarówno rosnącego, jak i opadającego zbocza zegara, przez co uzyskana została dwa razy większa przepustowość niż w przypadku konwencjonalnej SDRAM typu PC-100 i PC-133. Kości zasilane są napięciem 2,5 V, a nie 3,3 V, co wraz ze zmniejszeniem pojemności wewnątrz układów pamięci, powoduje znaczące ograniczenie poboru mocy.
Czas dostępu do danych znajdujących się w pamięci RAM w najnowszych pamięciach DDR-SDRAM wynosi ok. 4 ns. W najnowszych układach GDDR5 stosowanych w kartach graficznych opóźnienie sięga 0,4 ns.

## Oznaczenia
Stosowane są dwa rodzaje oznaczeń pamięci DDR SDRAM. Mniejszy (np. DDR-200) mówi o częstotliwości efektywnej w porównaniu do SDR-SDRAM, z jaką działają kości. Natomiast większy (np. PC1600) mówi o teoretycznej przepustowości, jaką mogą osiągnąć. Szerokość magistrali pamięci wynosi 64 bity. Przepustowość obliczana jest według wzoru:
```
 (Szerokość magistrali) * 2 * (Częstotliwość magistrali) / 8 bitów
```

gdzie 2 wynika z tego, że DDR to przesył o podwójnej wartości.
Przykłady:
- DDR-200 (PC-1600) – (64 bity * 2 * 100 MHz)/8 = 1,6 GB/s
- DDR-266 (PC-2100) – (64 bity * 2 * 133 MHz)/8 = 2,1 GB/s
- DDR-333 (PC-2700) – (64 bity * 2 * 166 MHz)/8 = 2,7 GB/s
- DDR-400 (PC-3200) – (64 bity * 2 * 200 MHz)/8 = 3,2 GB/s
- DDR-433 (PC-3500) – (64 bity * 2 * 216 MHz)/8 = 3,5 GB/s